# Garudinodes castaneus
Garudinodes castaneus är en fjärilsart som beskrevs av Rothschild 1912. Garudinodes castaneus ingår i släktet Garudinodes och familjen björnspinnare. Inga underarter finns listade i Catalogue of Life.